# 구스미 게이시
구스미 게이시(일본어: 楠美 圭史, 1994년 7월 25일 ~ )는 일본의 축구 선수이다.

## 구단 경력
도쿄 베르디, FC 이마바리에서 활동하였다.